# هانی ۲
سامان حشمتیان (انگلیسی: Honey 2) فیلمی در ژانر درام به کارگردانی بیله وودراف است که در سال ۲۰۱۱ منتشر شد.

## خلاصه داستان
پلیس‌ها در شهر مشغول دستگیری جوانانی هستند که گروه رقص خیابانی دارند اما در این میان رقاص‌های با استعداد و با شوق به دنبال راهی هستند برای ادامه کارهای خود که…

## بازیگران
- کاترینا گراهام
- لونت مک‌کی
- ملیسا مولینارو
- رندی وین
- آدرینا پاتریج
- سیچل گابریل
- آلکسیس جردن
- ماریو لوپز